# Landvogtei Mosbach
Die Landvogtei Mosbach war eine während der napoleonischen Zeit von 1807 bis 1810 bestehende Verwaltungseinheit im Norden des Großherzogtums Baden.

## Geschichte

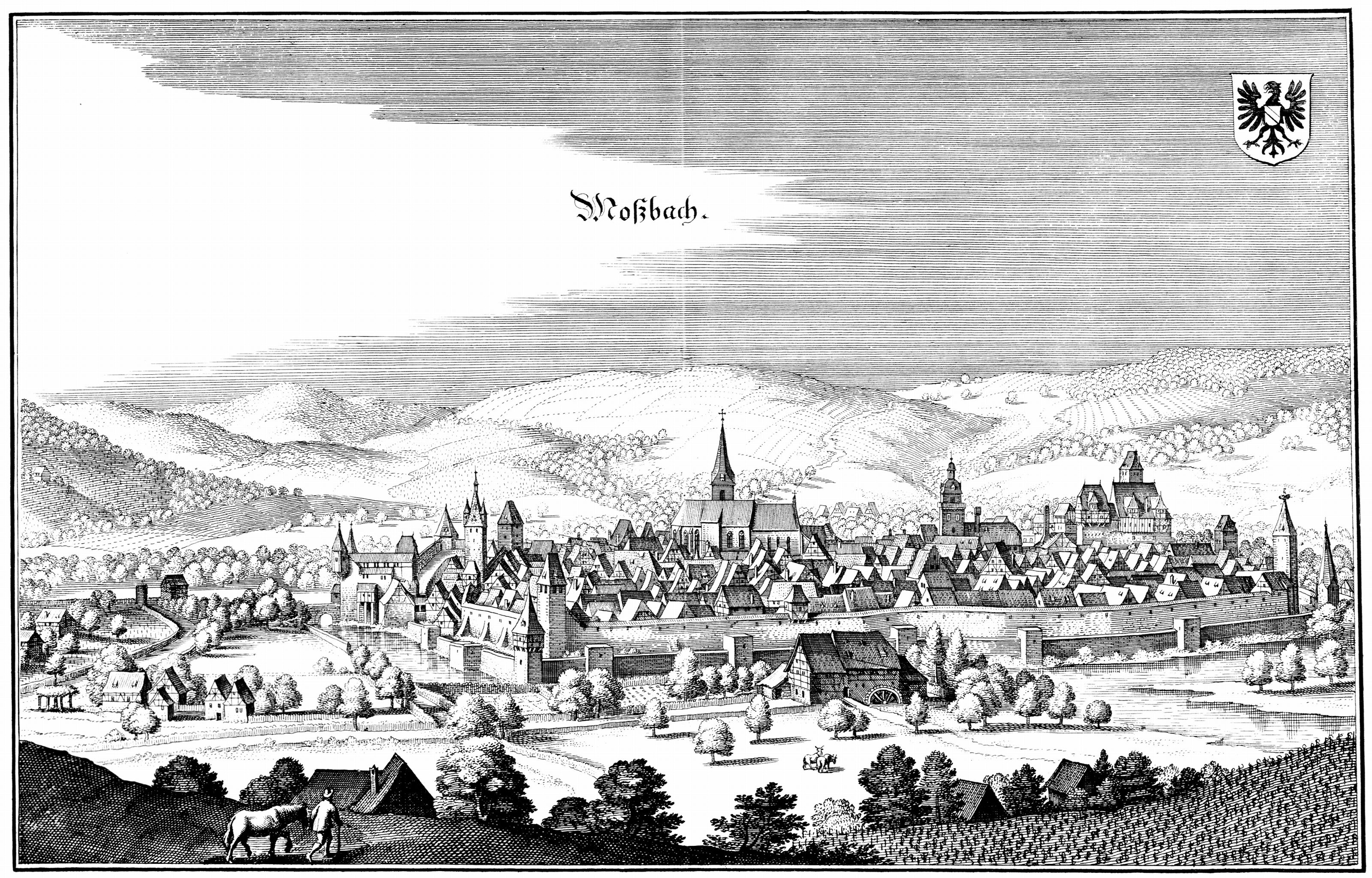
Mosbach 1645, Stich von Merian

Mit der Umsetzung der Rheinbundakte 1806 gerieten in einem breiten Streifen zwischen Neckar und Main  Gebiete der reichsfürstlichen Häuser Leiningen, Salm und Wertheim unter badische Landeshoheit. Im Sommer 1807 wurden sie in 19 standesherrliche Ämter untergliedert. Ebenfalls mediatisiert wurden die reichsritterschaftlichen Orte.
Im Dezember 1807 wurde die leiningschen Ämter in kleinere sogenannte Justizämter aufgeteilt, zugleich entstanden drei Landvogteien als landesherrliche Oberbehörde, denen die Ämter und außerdem die ritterschaftlichen sowie weitere Orte, in denen geteilte grundherrschaftliche Rechte bestanden, unmittelbar untergeordnet wurden. Die in Mosbach ansässige Landvogtei wurde zuständig für die Ämter Zwingenberg, Eberbach, Mosbach, Lohrbach, Buchen, Burken, Billigheim und Neudenau, Ballenberg und Krautheim, sowie für die Orte
Groß- und Kleineicholzheim, Heidersbach, Hornberg, Neckarzimmern mit Steinbacher und Stockbronner Hof, Binau, Adelsheim mit Hergelstadt und Wemersbacher Hof, Bödigheim, Waldhausen, Sindolsheim, Eberstadt, Hainstadt, Leibenstadt und Tollneyshof, Märchingen mit Dörlingshof, Hungen, Sennfeld, Volkshausen, Neuenstetten, Laudenberg, Stein am Kocher und Widdern. Das erst ein halbes Jahr zuvor provisorisch errichtete Oberamt des Odenwaldes wurde für aufgelöst erklärt. Im Rahmen der Verwaltungsgliederung Badens wurde die Landvogtei der Provinz des Unterrheins zugeordnet. Die Leitung als Obervogt wurde dem Mannheimer Hofrat Franz von Haimb übertragen.
Ende 1809 wurde in Baden eine Vereinheitlichung der Verwaltungsstrukturen verkündet. Mit Wirksamkeit 1810 traten an die Stelle der drei Provinzen zehn Kreise, die landesweit als Mittelbehörde oberhalb der Ämter fungierten. Das Amt Buchen ging zum Main- und Tauberkreis, der Rest bildete den Odenwälderkreis.